# Marché automobile indien
L'Inde a produit en 2004 1 250 000 véhicules.

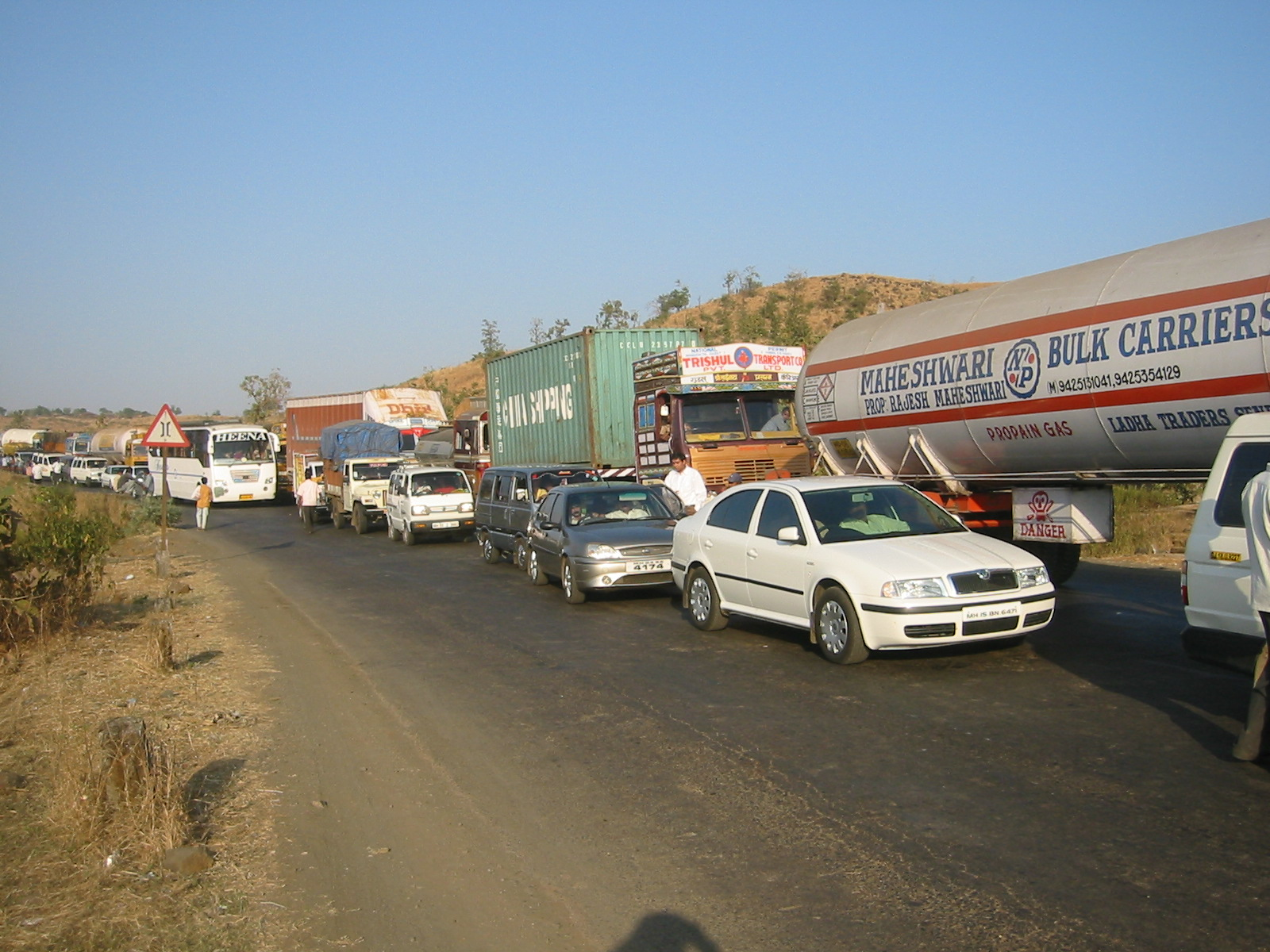
Un embouteillage en Inde

Il s'est vendu sur le marché automobile indien 1 100 000 véhicules.
L'Inde compte plus d'un milliard d'habitants et seulement 840 000 ventes de véhicules personnels (la moitié d'un marché comme celui de l'Espagne), mais en forte progression. De plus, le bas coût de la main d'œuvre locale en fait un marché stratégique, potentiellement aussi important que la Chine.

## Production
Maruti a annoncé la mise en chantier d'une nouvelle usine qui dès fin 2006 pourrait produire 250 000 véhicules, 300 000 moteurs et 140 000 transmissions.
En mars 2005, Renault a signé un accord avec le groupe Mahindra & Mahindra pour produire localement la Logan.
Capacités de production en 2004 :
- Maruti-Suzuki 43 %
- Hyundai 18 %
- Tata 16 %
- Mahindra & Mahindra %
- Toyota 4 %
- Honda 3 %
- Autres 7 %
- Porte 5 %

### 2012
En 2012 elle devrait produire 20 millions de véhicules selon France Info. 

## Ventes de véhicules en Inde

### 2004-05
1 061 572 VP

### 2005-06
1 143 076 VP

### 2006-07
1 379 979 VP

### 2007-08
1 549 882 VP

### 2008-09
1 552 703 VP

### 2009-10
1 951 333 VP selon siamindia.com. 1 526 787 VP ou 2 480 000 VP + VU (Maruti-Suzuki 765 526 unités (+20,2 %), Hyundai 314 967 unités (+29,1 %), Tata 201 399 unités (+25,5 %)) selon autosblog.fr.

### 2010-11
2 520 421 VP

### 2011-12
2 020 000 VP selon lesechos.fr. Selon ce dernier, 12 Indiens sur 1.000 possèdent une voiture (500 sur 1.000 aux États-Unis).